# Рок-коронация
Рок-корона́ция (бел. Рок-каранацыя) — церемония награждения лучших рок-музыкантов Белоруссии. Проводилась с 1995 по 2012 годы. В 2016 году организаторы пытаются перезапустить премию, но это не удаётся.

## Награждение
Вплоть до «Рок-коронации-2001» включительно большинство вопросов по наградам решал исключительно Юрий Цыбин. Позднее стали обнародоваться результаты анкетирования среди журналистов, директоров фирм и пр., учреждались голосования слушателей по мобильному телефону и Интернет. Ежегодно количество номинаций варьируется. Если музыкальное событие не подходит ни под одну номинацию, добавляют специальные номинации. Победившим в номинациях вручается малая «Рок-корона», а группе года — большая. Также присутствует множество спонсорских призов, наград от фирм и частных лиц, наград от оргкомитета «Рок-коронации».

## Обладатели «Большой короны»
Обладателями главного приза были группы:
- 1994 — Крама
- 1995 — Rouble Zone
- 1996 — Ляпис Трубецкой
- 1997 — N.R.M.
- 1998 — Нейро Дюбель
- 1999 — KRIWI
- 2000 — N.R.M.
- 2001 — Алесь Суша
- 2002 — Крамбамбуля
- 2004—2005 — J:Морс
- 2006 — Rasta[пол.]
- 2007 — Нейро Дюбель
- 2008 — Ляпис Трубецкой
- 2009 — Без билета
- 2011 — Pomidor/OFF

## История

### Рок-коронация-1994
Первая «Рок-коронация» состоялась 12 января 1995 года в минском Альтернативном театре, именно там главной «Рок-короны» удостоилась легендарная белорусская рок-группа «Крама». Инициаторами проведения «Рок-коронации» стали издатель музыки Юрий Цыбин и организатор концертов Геннадий Шульман. На первой церемонии присутствовали тогдашний министр культуры и информации Анатолий Бутевич, эстрадный певец Виктор Вуячич и композитор Эдуард Ханок.
- Рок-корона: Крама
- Альбом: «Сон у трамваі» — Новае Неба[бел.]
- Традиции и современность: Палац
- Дебют: Why Not
- Рок-княжна: Кася Камоцкая[6]

### Рок-коронация-1995
Прошла 19 января 1996 года в Альтернативном театре.
- Рок-корона: Rouble Zone[бел.]
- Альбом: Put Your Money… Now! — Rouble Zone
- Традиции и современность: Палац
- Дебют: Парадокс
- Шоумен: Олег «Джаггер» Минаков (лидер-вокалист Rouble Zone)
- Лучший текст: «Бывай» — N.R.M.
- За верность жанру: Крама
- Рок-княжна: Кася Камоцкая

### Рок-коронация-1996
Была проведена 23 января 1997 года в киноконцертном зале «Октябрь».
- Рок-корона: Ляпис Трубецкой
- Альбом: «Ранетое сердце» — Ляпис Трубецкой
- Традиции и современность: Палац
- Дебют: The Stokes
- Песня: «Партызанская» — N.R.M.
- Тексты: Ляпис Трубецкой совместно с Касей Камоцкой из группы Новае Неба[бел.]
- За лучшую интерпретацию шлягера: Нейро Дюбель («Здравствуй, чужая милая»)

### Рок-коронация-1997
29 января 1998 года в Минске, в кинотеатре «Москва», прошла 4-я церемония награждения лучших рокеров Белоруссии «Рок-коронация-1997».
- Рок-корона: N.R.M.
- Альбом года: «Народны Альбом[бел.]» (совместный проект)
- Традиции и современность: KRIWI
- Дебют года: Thank You Jesus
- Песня года: «Я знаю любовь» — Новый Иерусалим и «Танец» — ПаниХида
- Лучшие тексты: Михаил Анемподистов («Народны Альбом[бел.]»)
- Событие года: трибьют-сборник «Песьнярок[тарашк.]» (автор Анатолий Мартинович)
- Видеоклип года: «Слёзы на соснах» — ПаниХида (режиссёр Максим Носов)
- Рок-княжна: Кристина Менделеева[тарашк.] (Hasta La Fillsta[бел.])

### Рок-коронация-1998
В 1999 году в концертном зале «Минск» на фестивале «Рок-коронация-1998» определяли лучших рок-музыкантов страны в 9 номинациях по итогам 1998 года. Главный приз вручал Владимир Мулявин.
- Рок-корона: Нейро Дюбель
- Альбом года: «Охотник и сайгак» — Нейро Дюбель
- Традиции и современность: Троица
- Дебют года: Happy Face
- Песня года: «Я буду ждать» — Алексей Шедько
- Рок-княжна: Вероника Круглова[бел.] (KRIWI)
- Видеоклип года: «Охотник и сайгак» — Нейро Дюбель (режиссёры супруги Оксана и Анатолий Вечер)
- Тексты года: Алексей Шедько
- Музыкант года: Пит Павлов (N.R.M., KRIWI)[7][8]

### Рок-коронация-1999
В 2000 году в том же КЗ «Минск» состоялась «Рок-коронация-1999».
- Рок-корона: KRIWI
- Альбом года: «Ворсинки и катышки» — Нейро Дюбель
- Традиции и современность: Крама
- Дебют года: ТТ-34 и Exist
- Песня года: «Паветраны шар» — N.R.M.
- Рок-княжна: Вероника Круглова (KRIWI)
- Видеоклип года: «За туманам…» — KRIWI (режиссёр Анатолий Вечер)
- Тексты года: Алексей Шедько
- Событие года: совместный проект «Сьвяты вечар 2000»
- Музыкант года: Сергей Труханович

### Рок-коронация-2000
«Рок-коронация-2000» состоялась в 2001 году, подводя итоги предыдущего года. Большинство наград получила группа N.R.M., которая находилась в то время на пике своей популярности. Гитарист группы Пит Павлов во время исполнения последней песни вышел на сцену голым, имея при себе только одну гитару. Также это была последняя «Рок-коронация», показанная по государственному белорусскому телевидению.
- Рок-корона: N.R.M.
- Альбом года: «Тры чарапахі» — N.R.M.
- Традиции и современность: Юр’я
- Дебют года: Без билета
- Песня года: «Тры чарапахі» — N.R.M.
- Видеоклип года: «Чыстая, светлая» — N.R.M. (режиссёр Анатолий Вечер)
- Тексты года: N.R.M.
- Событие года: совместный проект «Я нарадзіўся тут»
- Группа столетия: Песняры
- Музыкант года: Лявон Вольский (N.R.M.)

### Рок-коронация-2001
«Рок-коронация-2001» прошла в концертном зале «Минск» в начале 2002 года.
- Рок-корона: Алесь Суша (продюсер проекта «Я нарадзіўся тут[бел.]»)
- Альбом года: «Хавайся у бульбу» — Крама
- Традиции и современность: Дмитрий Войтюшкевич
- Дебют года: Impatt
- Песня года: «Мая краіна — Беларусь» — Без билета
- Рок-княжна: Дана (Impatt)
- Видеоклип: «На турэцкіх палях» — Палац
- Сайт года: Любовь-и-Спорт
- Тексты года: Леонид Дранько-Майсюк
- Музыкант года: Дмитрий Войтюшкевич
- За вклад в развитие белорусской рок-музыки: Сузор’е[11][12]

Специальные призы:
- От журнала «Музыкальный журнал» — «БМАgroup» (за сборник «Hard Life Heavy Music I[тарашк.]»)
- От «Radio Polonia[пол.]» — Вітаўт Мартыненка[тарашк.] (за продвижение польского рока на Беларуси)[13]

### Рок-коронация-2002

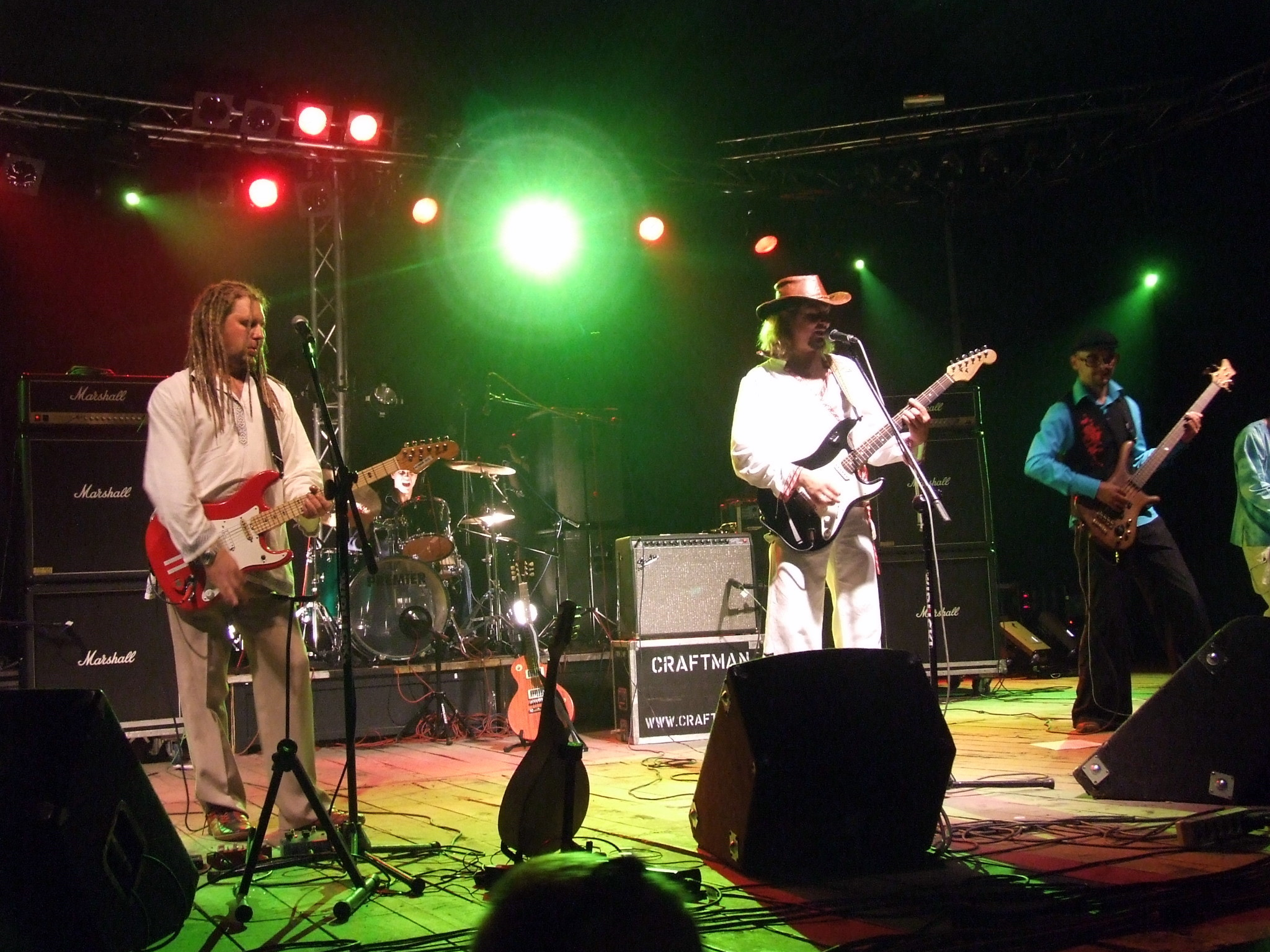
Группа «Крамбамбуля»

В 2003 году «Рок-коронация-2002» была посвящена памяти Владимира Мулявина.
- Рок-корона: Крамбамбуля
- Альбом года: «Застольны альбом» — Крамбамбуля
- Песня года: «Абсэнт» — Крамбамбуля
- Традиции и современность: Стары Ольса
- Продюсер года: Руслан Макаров, Андрей Холодинский и Адам Старпович (белорусский трибьют Depeche Mode Personal Depeche[тарашк.])
- Событие года: открытие телеканала «Первый музыкальный»
- Открытие года: Куклы
- Сайт года: pesnyary.com

### Рок-коронация-2004—2005
28 февраля 2006 года в КЗ «Минск» состоялась «Рок-коронация-2004—2005». Были названы победители по итогам прошлого и позапрошлого годов. В 2004 и 2005 годах «Рок-коронация» не проводилась. Премия завершилась скандалом. В это время в стране существовал негласный «чёрный список» нежелательных рок-музыкантов. Премия проходила в преддверии президентских выборов, а в зале присутствовал оппозиционный кандидат Александр Милинкевич. Обладатели главного приза группа J:Морс отказались выходить на сцену получать награду. Позже группа распространила заявление, назвав премию «политически окрашенной».
- Рок-корона: J:Морс
- Лучшая альтернативная группа: ТТ-34
- Блюз-рок исполнитель: Крама
- Фолк-исполнитель: Иван Кирчук (Троица)
- Проект года: сборник «Прэм’ер Тузін 2005[тарашк.]»
- Исполнитель года: Лявон Вольский
- Рок-княжна: Руся Indiga[бел.]
- Дебют года: Tav.Mauzer[бел.]
- Видеоклип года: «Турысты» — Крамбамбуля
- Песня года: «Белакрылы анёл» — ZET
- Альбом года: Tanki — Нейро Дюбель
- Приз зрительских симпатий: Фляўс і Кляйн

Специальные призы:
- За преданность рок-идеалам: клуб «Граффити»
- За лучшую публикацию о белорусской рок-музыке: Виктор Дятликович «бел. Іх Мроя. Іх N.R.M»
- Фестиваль года: «Рок-кола» (Полоцк)[17]

### Рок-коронация-2006

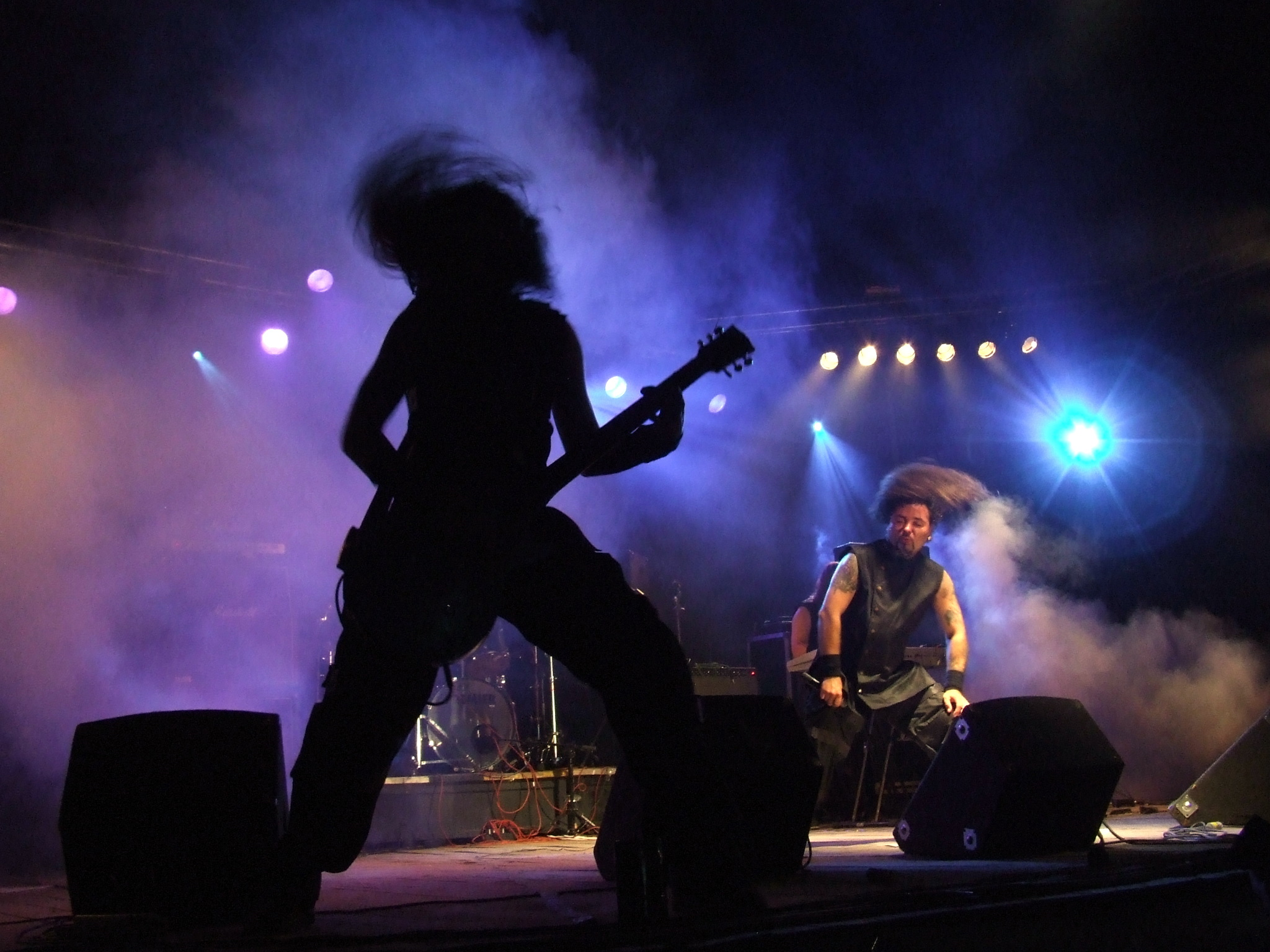
Группа Rasta в 2007 году

25 февраля 2007 года в КЗ «Минск» состоялась 11-я церемония вручения наград «Рок-коронация-2006».
- Рок-корона: Rasta[пол.]
- Исполнитель года: Ян Маузер (Tav.Mauzer[бел.])
- Тяжёлая музыка: Rasta[пол.] (за альбом The Age of Moverment)
- Песенная поэзия: Дмитрий Войтюшкевич и WZ-Orkiestra (за альбомы «Танга з ружай» и «Песьні з доўгай шуфляды»)
- Традиции и современность: Юр’я (за альбом «Калі-чакра»)
- Позитивная музыка: НагУаль (за альбом «У земли под юбкой»)
- Поп-рок исполнитель года: J:Морс (за альбом «Босиком по мостовой»)
- Рок-исполнитель года: Атморави (за альбом «Романтика»)
- Хип-хоп исполнитель года: Городская тоска (за альбом «С миром»)
- Видеоклип года: «Яблочный чай» — Apple Tea (режиссёр Владимир Янковский)
- Хит года: «Гадзючнік» — N.R.M.
- Рок-княжна: не вручалась[20]
- Проект года: сборник «Прэм’ер Тузін 2006[тарашк.]»
- Альбом года: «Босиком по мостовой» — J:Морс[21]

### Рок-коронация-2007

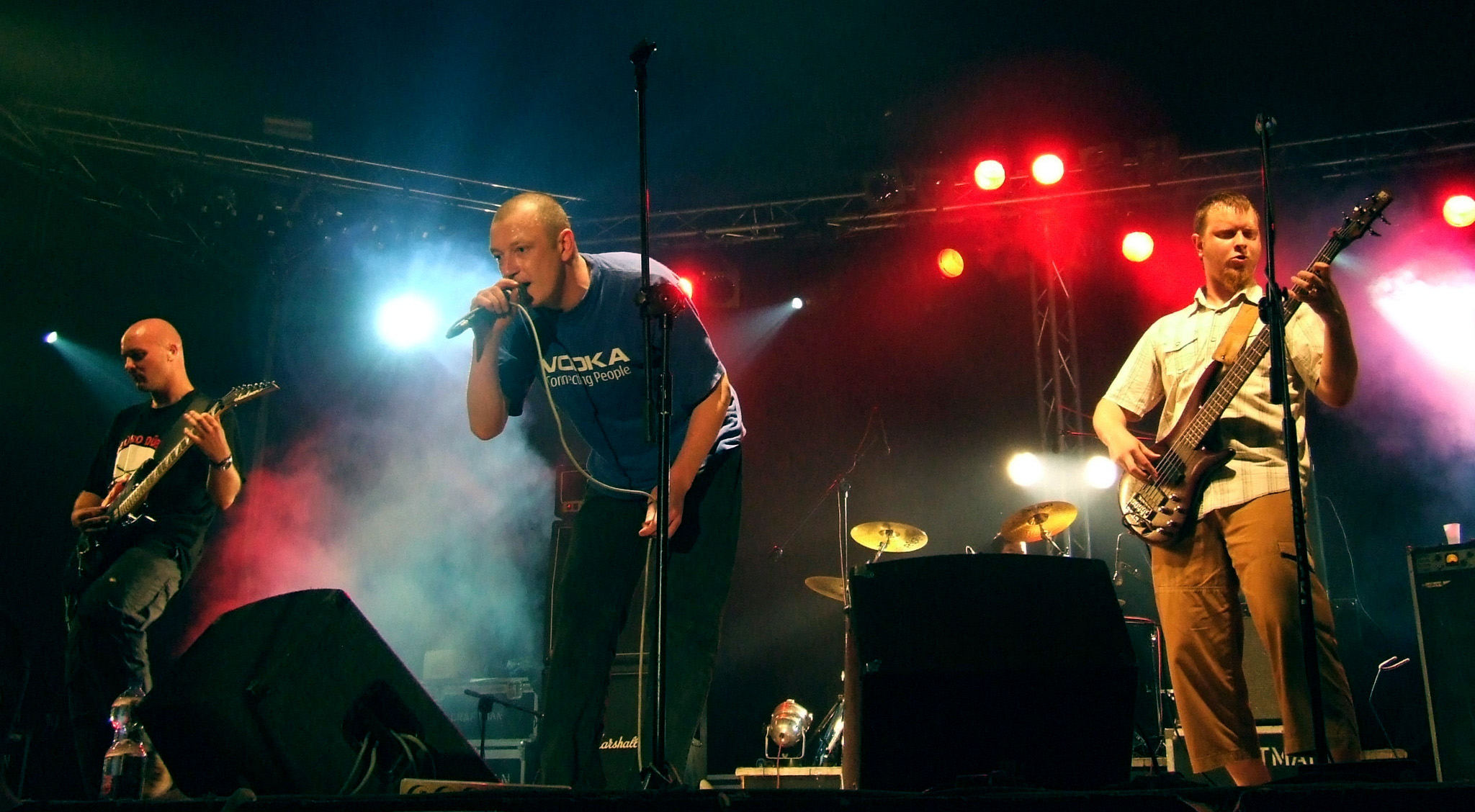
Группа «Нейро Дюбель» дважды получала «Рок-корону» в 1998 и 2007 годах

29 февраля 2008 года в КЗ «Минск» прошла «Рок-коронация-2007».
- Рок-корона: Нейро Дюбель
- Исполнитель года: Лявон Вольский
- Открытие года: Детидетей
- Прорыв года: Фляўс і Кляйн
- Видеоклип года: «Капитал» — Ляпис Трубецкой (режиссёр Алексей Терехов)
- Песня года: «Капитал» — Ляпис Трубецкой
- Традиции и современность (Лучший фолк-исполнитель года): Osimira
- Рок-княжна: Ольга Самусик (Tarpach[пол.], žygimont VAZA[бел.])
- Проект года: проект ЮНИСЕФ «Калыханкі[тарашк.]»
- Альбом года: Stasi — Нейро Дюбель

### Рок-коронация-2008

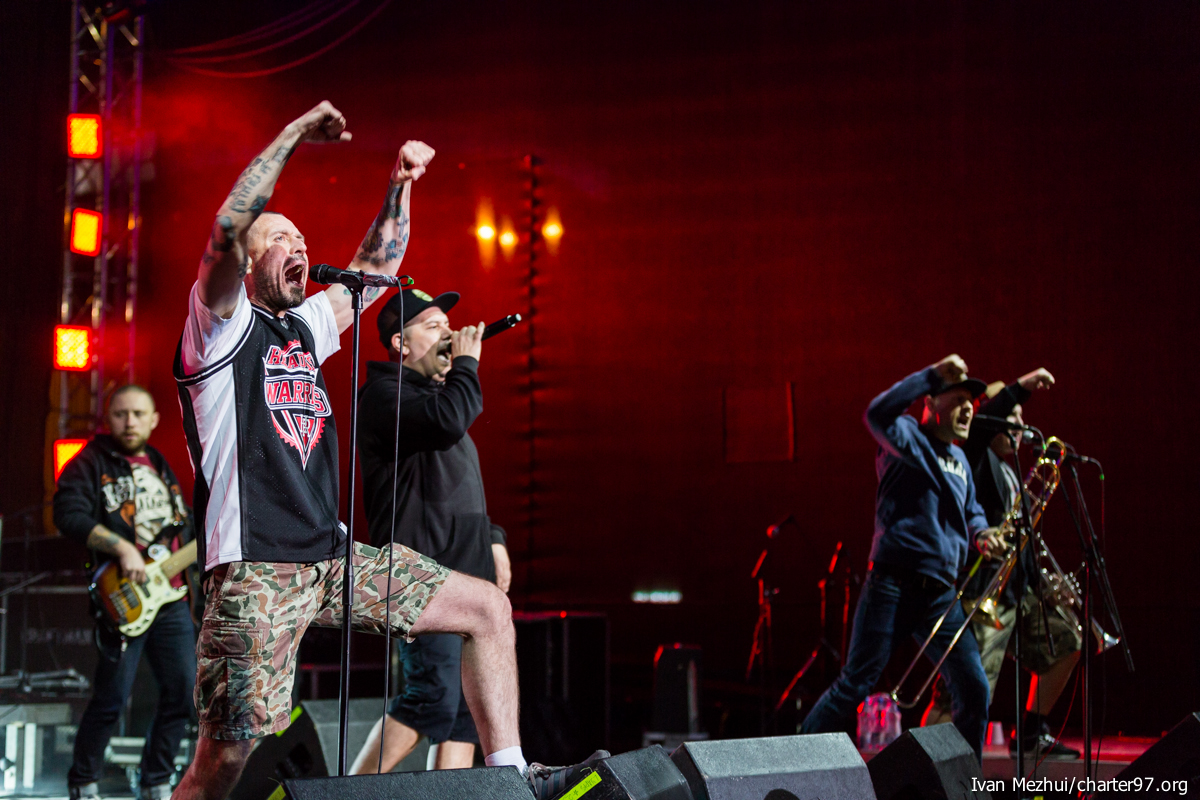
Группа «Ляпис Трубецкой» дважды получала «Рок-корону» в 1996 и 2008 годах

14 марта 2009 года в Молодечно были названы победители в различных номинациях «Рок-коронации». Павел Каширин, соорганизатор «Рок-коронации-2009»: «Фестиваль „Рок-коронация“ не занимается воспитанием музыкального вкуса молодёжи, это просто констатация всего, что произошло за год в музыкальной сфере Беларуси».
- Рок-корона: Ляпис Трубецкой
- Песня года: «Зорачкі» — Ляпис Трубецкой
- Альбом года: Manifest — Ляпис Трубецкой
- Исполнитель года: Виталь Артист (Без билета)
- Рок-княжна: Анна Хитрик (Детидетей)
- Открытие года: Esprit[бел.]
- Видеоклип года: «Мечтатели» — Без билета
- Традиции и современность: Троица

### Рок-коронация-2009
Четырнадцатая церемония награждения «Рок-коронация» прошла 4 марта 2010 года в клубе «Реактор».
- Рок-корона: Без билета
- Песня года: «Ружовыя акуляры» — Ляпис Трубецкой
- Дебют года: The Toobes
- Традиции и современность: Крама
- Поп-рок проект года: Open Space
- Рэп-проект года: Нестандартный вариант
- Исполнитель года: Дмитрий Войтюшкевич
- Рок-княжна: Анастасия Шпаковская[бел.] (Naka)
- Событие года: концерт в честь 15-летия N.R.M.
- Проект года: сборник «Тузін. Перазагрузка»
- Возвращение года: Жнюв
- За большой вклад в белорусскую рок-музыку: Нейро Дюбель
- Видеоклип года: «Африка» — Без билета (режиссёр Матвей Сабуров)
- Альбом года: «Африка[бел.]» — Без билета
- За преданность жанру: Князь Мышкин[31][32][33][34][35][36]

### Рок-коронация-2010

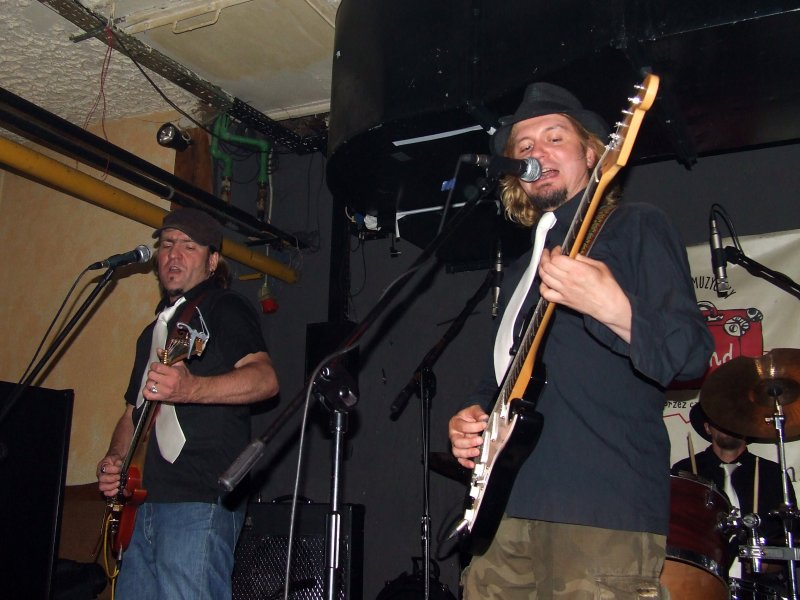
Группа N.R.M. дважды получала «Рок-корону»: в 1997 и 2000 годах. На фото Пит Павлов и Лявон Вольский в 2007 году

Концерт должен был пройти в концертном зале «Минск», перенесён в «Реактор» из-за трудного политического положения в стране после выборов президента, прошедших в декабре 2010 года. Официальная причина — технические неполадки. Награды за музыкальные достижения последнего года не вручались. «Рок-коронация» была посвящена своему 15-летию и представляла собой гала-концерт, в котором приняли участие победители прошлых лет. Была названа лучшая группа и лучший альбом последних 15 лет. Группа N.R.M. выступала без своего лидера Лявона Вольского, который незадолго до этой «Рок-коронации» остальными музыкантами был исключён из группы. Песни N.R.M. пел гитарист группы Пит Павлов.
- Лучшая группа последних 15 лет: N.R.M.
- Лучший альбом последних 15 лет: «Тры чарапахі» — N.R.M.

### Рок-коронация-2011
- Рок-корона: Pomidor/Off
- Рок-прорыв: Akute
- Лучший альбом: «Зімачка[тарашк.]» — Троица
- Лучшая песня: «Дым» — Pomidor/Off
- Событие года: фестиваль «Камяніца»
- Лучшая поп-рок группа: J:Морс
- За верность жанру и вклад в развитие белорусской альтернативной музыки: Drum Ecstasy
- Традиции и современность: Znich
- Рок-княжна: Зоя Сахончик (ZM99[пол.])[40][41]

## Главный приз «Рок-корона»
Первая рок-корона была не белая, а красно-зелёная. Первую корону сделал художник Игорь Щёлоков. Она была сделана из пластика, причём, как выяснилось, в процессе чуть не сгорела квартира художника. Пластиковую корону отвезли на завод «Нёман», и там уже появился хрустальный вариант. Лидер «Нейро Дюбель» Александр Куллинкович заметил, что его первая корона — 98-го года, которую он получил из рук Мулявина — была синеватой, а вторая — 2007 года — маленькая. Макет короны хранится 12 лет на заводе «Нёман», но всё равно каждый раз она получается разной.

## Оценки
Дмитрий Безкоровайный, основатель портала «Experty.by» в 2013 году положительно оценил премию, которая «сделала много», в то же время обозначил спад позиций белорусскоязычного рока и стремление организаторов делать коммерчески успешные концерты среди факторов, приведших к её закрытию. По его же словам, она «долгие годы вызывает большие вопросы» и из национальной превратилась «в частную премию 2–3 человек».
Рок-княжна Кася Камоцкая как колумнист «БелаПАН» в 2008 году упрекнула премию за недостаточную роковую ориентацию и коммерциализацию.
Павел Свердлов, редактор «KYKY.ORG», в обзоре всех музыкальных премий Беларуси на 2013 год определил рубиконом начала упадка премии инцидент с группой «J:Морс» и Александром Милинкевичем в 2006 году.
Виталий Артист, фронтмен группы «Без билета», в 2010 году через «Советскую Белоруссию» так оценил премию: «Очень здорово, что эта премия существует. И считаю, что таких премий должно быть больше: они могут стать прекрасным стимулом для малоизвестных исполнителей».